# 시네이드 큐잭
시네이드 큐잭(Sinéad Cusack, 1948년 2월 18일)은 아일랜드의 배우이다.
배우인 모린 큐잭과 시릴 큐잭의 딸로 태어났다. 시네이드 큐잭은 여배우 소카 큐잭, 니암 큐잭과 자매지간이며, 캐서린 큐잭과는 이복자매간이다. 젊었을 때 큐잭은 축구 선수 조지 베스트와 사귀기도 했다.

## 영화
- 사랑의 헛수고
- 나의 청춘 워터랜드
- 패션 오브 마인드
- 브이 포 벤데타 (영화)
- 이스턴 프라미스
- 크랙 (2009년 영화)
- 카멜롯 (드라마)
- 타이탄의 분노
- 미드소머 머더스
- 아가사 크리스티: 명탐정 포와로
- 마르셀라